# Municipio de Mount Vernon (condado de Black Hawk)
El municipio de Mount Vernon (en inglés: Mount Vernon Township) es uno de los diecisiete municipios ubicados en el condado de Black Hawk en el estado estadounidense de Iowa. En el año 2000 el municipio tenía una población de 1089 habitantes y una densidad poblacional de 13,4 personas por km².

## Geografía
El municipio de Mount Vernon se encuentra ubicado en las coordenadas 42°36′26″N 92°23′12″O / 42.60722, -92.38667.